# Poospiza lateralis
Poospiza lateralis е вид птица от семейство Тангарови (Thraupidae). Видът е незастрашен от изчезване.

## Разпространение
Разпространен е в Бразилия.